# John Tyndall

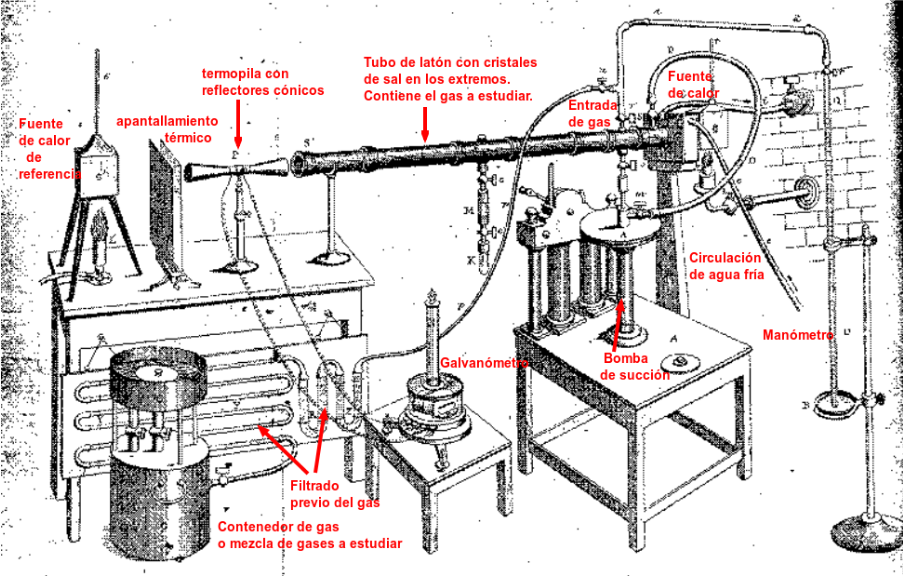
Montaje experimental de John Tyndall para medir la absorción infrarroja de diferentes gases atmosféricos. Fuente: Tyndall, John, 1861

John Tyndall (Reino Unido: /ˌd͡ʒɒn ˈtɪndəl/; Leighlinbridge (condado de Carlow), Irlanda, 2 de agosto de 1820 - 4 de diciembre de 1893) fue un físico irlandés, conocido por su estudio sobre los coloides. Investigó el llamado efecto Tyndall, denominado así en honor a su nombre.

## El efecto Tyndall
Cuando un haz de luz relativamente angosto pasa a través de un coloide como son las partículas de polvo que están en el aire, estas desvían la luz y aparecen en el haz como pequeñas y brillantes manchitas de luz. En una solución la apariencia es diferente. La desviación de la luz en un coloide ocurre porque las grandes partículas que están en él reflejan la luz produciendo un haz visible de luz que se puede observar. Sin embargo, un haz de luz que pasa a través de una solución verdadera es invisible. Este efecto explica el efecto de la formación de "orbes" (unas manchitas blancas como gotitas de agua) en las fotos digitales y que erróneamente son tomadas como fenómenos paranormales o energía concentrada de la atmósfera. Los "orbes" son producto de este efecto de la física clásica.

## Microbiología
En 1887, confirmó la teoría de biogénesis, formulada por Luis Pasteur en 1864, aplicando esterilización por calentamiento discontinuo, proceso que actualmente se conoce con el nombre de tyndalización. Evidenció la existencia de formas microbacterianas en reposo, muy resistentes al calor, lo que fue confirmado posteriormente por Ferdinand Cohn.
Gracias a esta demostración se le reconoce como padre de la microbiología junto a Pasteur. La teoría derribó la anterior idea de la Generación Espontánea, que se mantenía vigente desde 1745.p3m3

Gracias a sus aportes hoy en día se usan sistemas de ventilación complejos en los quirófanos para evitar la agregación de partículas aéreas en los pacientes en intervención. Además, extendió el uso de las llamas de gas en los laboratorios de microbiología como medio estéril en la preparación de cultivos.

## Climatología
En 1859 John Tyndall descubrió que moléculas de gases como el dióxido de carbono , el metano y el vapor de agua bloquean la radiación infrarroja, lo que no sucede con el oxígeno y el nitrógeno. Se considera habitualmente a Tyndall como el descubridor del mecanismo de absorción de los gases de efecto invernadero en la atmósfera que conocemos actualmente como efecto invernadero.
Tyndall mejoró los experimentos de Eunice Newton Foote (publicados en 1856) utilizando una fuente de rayos oscuros (denominación de la época de la radiación térmica infrarroja) y aisló el gas a estudiar en un tubo de latón tapados por ambos extremos con cristales de sal con objeto de dejar pasar solo el infrarrojo y demostrar así, más allá de toda duda razonable, que el CO2 absorbía en este rango del espectro calentando el gas del recipiente. Tyndall estuvo motivado por la causas de los climas del pasado, en concreto por mecanismo de los cambios de temperatura en las eras glaciales.

## Obra
- Die Schraubenfläche mit Geneigter Erzeugungslinie und die Bedingungen des Gleichgewichts für solche Schrauben. ( La superficie del tornillo con la línea de generación inclinada, y las condiciones de equilibrio tales tornillos ). Disertación inaugural con el permiso de la Facultad de Filosofía en Marburgo para obtener la dignidad de doctor de John Tyndall. Marburg. Elwert’sche Universitäts-Buchdruckerei. 1850. [14 pp. Doktorvater: Friedrich Ludwig Stegmann]

- The glaciers of the Alps. Londres 1860, 2005 ISBN 1-4212-0908-X

- Contributions to molecular physics. Londres 1872Los libros didácticos de John Tyndall sobre física contenían muchas ilustraciones. En esta, se muestra el calor considerado como un modo de movimiento, con un dispositivo para demostrar que el aire se enfría durante el acto de expandir su volumen; y que se calienta cuando se comprime.

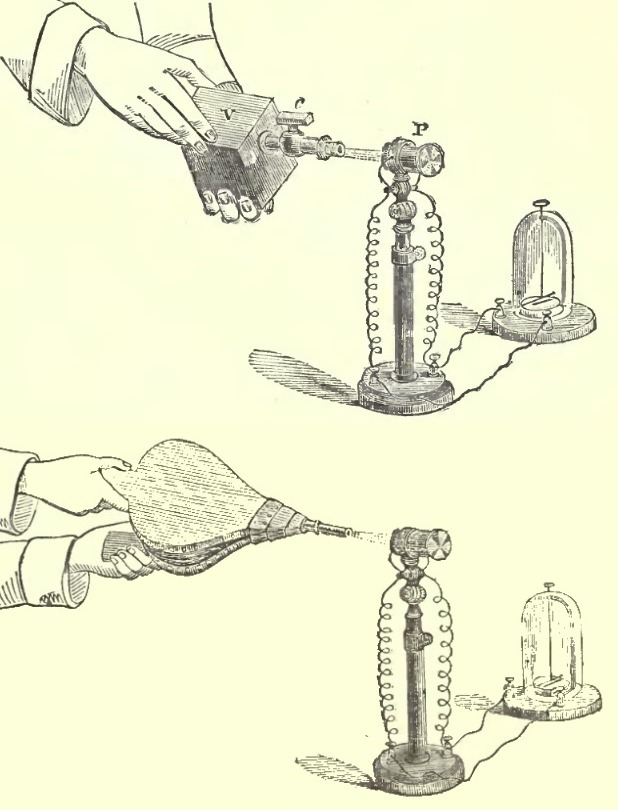
Los libros didácticos de John Tyndall sobre física contenían muchas ilustraciones. En esta, se muestra el calor considerado como un modo de movimiento, con un dispositivo para demostrar que el aire se enfría durante el acto de expandir su volumen; y que se calienta cuando se comprime.

- Lectures on sound. 350 pp. Londres 1867 Adamant Media Corp. 1875, 2005 ISBN 1-4021-7037-8

- Fragments of Science for Unscientific People: A Series of Detached Essays, Lectures, and Reviews. Adamant Media Corp. 1871, 2001 ISBN 1-4021-7127-7

- Hours of Exercise in the Alps. 450 pp. 1871

- Fragments of Science: A Series of Detached Essays, Lectures, and Reviews. 500 pp. 1871; ediciones posteriores expandidas

- Six Lectures on light. 290 pp. Londres, 1873.

- La luz. Seis conferencias / celebradas en Estados Unidos en invierno 1872-1873. Autorizada edición alemana, ed. por Gustav Wiedemann. Braunschweig: F. Vieweg, 1876, 275 pp. 1 retrato del frontispicio, grabados de madera en el texto.

- Essays on the Floating-matter of the Air in relation to Putrefaction and Infection. 360 pp. 1881.

- Elektrische Erscheinungen und Theorien. Ins Deutsche übertragen von Joseph v. Rosthorn; A. Hartleben’s Verlag, Viena, Pest, Leipzig; 1884

- Heat as a mode of motion. 550 pp. Londres (1863). En alemán: El calor considerado como una forma de movimiento, edición alemana publicada por H. Helmholtz y G. Wiedemann de acuerdo con la segunda edición del original, F. Vieweg, Braunschweig 1867, 2001 ISBN 1-4021-6852-7

- Forms of water in clouds and rivers, ice and glaciers. Londres 1873

- On radiation. Londres 1865 en línea Archivado el 3 de marzo de 2016 en Wayback Machine.

- On diamagnetism. Londres 1870

- Notes of a course of seven lectures on electrical phenomena. Londres 1870

- Researches on Diamagnetism and Magne-crystallic Action. 380 pp. 1870 (compilación de estudios de 1850)

- Lessons on electricity. Londres 1876

- Natural philosophy in easy lessons. 180 pp. Londres 1869

- Faraday as a discoverer. 180 pp. Londres 1868 Indypublish.com, 1893, 2003 ISBN 1-4043-6523-0 en línea

- Notes of Professor Tyndall’s lectures on ice, water, vapour, and air. Londres 1871/1872

- Contributions to Molecular Physics in the Domain of Radiant Heat. 450 pp. 1872 (compilación de estudios de 1860)

- The Forms of Water in Clouds and Rivers, Ice and Glaciers. 200 pp. Kessinger, 1897, 2005 ISBN 1-4179-4205-3

- Fragments. Nuevo episodio de John Tyndall. Traducido por Ana von Helmholtz y Estelle du Bois-Reymond. Brunswick 1895. [contiene, entre otras cosas, a las observaciones de Robert Bunsen y Marburg-Aufenthalt Tyndalls]

- Fragmentos de las ciencias naturales. Conferencias y ensayos, Brunswick 1874. Autorizada edición alemana, ed. por Prof. H.Helmholtz, ISBN 978-3-941919-12-9, E-Book del original, PDF, Verlag Becker, Potsdam 2009

 Todos los libros pueden descargarse gratuitamente en Archive.org

## Eponimia
- La Tyndalización, un proceso alimentario de esterilización térmica.
- El cráter lunar Tyndall lleva este nombre en su memoria.[8]
- El cráter marciano Tyndall que también conmemora su nombre.[9]
- El asteroide (22694) Tyndall.[10]